# Plectrocnemia smiljae
Plectrocnemia smiljae là một loài Trichoptera trong họ Polycentropodidae. Chúng phân bố ở miền Cổ bắc.